# Lythrum flexuosum
Lythrum flexuosum är en fackelblomsväxtart som beskrevs av Mariano Lagasca y Segura. Lythrum flexuosum ingår i släktet fackelblomstersläktet, och familjen fackelblomsväxter. Inga underarter finns listade i Catalogue of Life.